# IC 190
IC 190 је елиптична галаксија у сазвјежђу Ован која се налази на листи објеката дубоког неба у Индекс каталогу.
Деклинација објекта је + 23° 33' 1" а ректасцензија 2h 2m 7,2s. Привидна величина (магнитуда) објекта IC 190 износи 14,2 а фотографска магнитуда 15,2. IC 190 је још познат и под ознакама MCG 4-5-40, CGCG 482-52, NPM1G +23.0057, PGC 7731.